# Erich Woytek
Erich Woytek (* 7. November 1942 in Wien) ist ein österreichischer Klassischer Philologe.

## Leben
Er studierte Klassische Philologie an der Universität Wien, wo er 1969 promoviert und 1978 habilitiert wurde. Von 1983 bis zur Pensionierung 2008 war er Professor (Amtstitel bis 1997: Außerordentlicher Universitätsprofessor, seit 1997: Universitätsprofessor) am Institut für Klassische Philologie, Mittel- und Neulatein der Universität Wien.

## Schriften (Auswahl)
- Sprachliche Studien zur Satura Menippea Varros, Wien u. a., Böhlau 1970 (= Dissertation)
- T. Maccius Plautus, Persa. Einleitung, Text, Kommentar, Wien, Verlag der Österreichischen Akademie der Wissenschaften 1982 (= Habilitationsschrift)